# Maurice Besnier
Pour les articles homonymes, voir Besnier.
Maurice Besnier, né le 29 septembre 1873 à Paris 9e et mort le 4 mars 1933 à Caen, est un historien français, spécialiste de la géographie et de la topographie anciennes.

## Biographie
Ancien élève de l'École normale supérieure et ancien membre de l'École française de Rome, il est durant trente-quatre ans professeur d'histoire ancienne, d'épigraphie et d'archéologie à la Faculté des lettres de Caen. Il est appelé à la chaire de géographie antique de l'École pratique des hautes études en 1920 et devient membre de l'Académie des inscriptions et belles-lettres en 1924. Il contribue à la Pauly-Wissowa et au Dictionnaire des Antiquités grecques et romaines.
Le 2 décembre 1923, il devient membre de la Société des antiquaires de Normandie qu'il préside en 1923.

## Publications
- Lexique de géographie ancienne, avec une préf. de René Cagnat, Paris, C. Klincksieck, 1914 (en ligne).
- L'Empire romain de l'avènement des Severes au concile de Nicée, Paris, 1937